# ماری بورگوندی
ماری بورگوندی (فرانسوی: Marie‎؛ ۱۳ فوریه ۱۴۵۷ – ۲۷ مارس ۱۴۸۲) دوشس بورگوندی بود که از ۱۴۷۷ تا زمان مرگش بر دوک‌نشین بورگوندی حکومت می‌کرد که شامل بسیاری از سرزمین‌هایی می‌شد که امروزه در فرانسه و کشورهای سفلی هستند. وی تنها فرزند چارلز مارتین دوک بورگوندی و همسرش ایزابل بوربون بود و پس از مرگ پدرش در نبرد نانسی در ۵ ژانویه ۱۴۷۷ میراث‌خوار آن دوک‌نشین شد.